# Rupperswil
Rupperswil (toponimo tedesco) è un comune svizzero di 5 484 abitanti del Canton Argovia, nel distretto di Lenzburg.

## Storia
Nel 1911 è stata scoperta una fornace per tegole di epoca romana, parzialmente conservata, risalente al II secolo. Ci sono anche prove della nascita di un villaggio tardo-alamanniano nell'VIII secolo. Il moderno villaggio di Rupperswil è menzionato per la prima volta nel 1173 con il nome di Rubeswile. Apparteneva al regno di Lenzburg e passò dai Lenzburg ai Kyburg e poi, nel 1273, al dominio degli Asburgo. Dopo la conquista dell'Argovia, nel 1415, divenne parte del distretto bernese (Hochgerichtsbezirk) di Lenzburg. Tra l'inizio del XIII e la metà del XIV secolo vengono menzionati i Signori di Rubiswile, una famiglia di Ministeriali di Kyburg (cavalieri non liberi al servizio di un altro signore). Furono i primi Twingherren di Rupperswil. La Twingherrschaft fu acquisita tra il 1295 e il 1312 dai signori di Baldegg, che poi passarono ai signori di Reinach e infine ai signori di Hallwyl. Nel 1521 questi ultimi vendettero i diritti di bassa giustizia a Berna. Sotto il baliato bernese di Lenzburg, Rupperswil era il centro di un distretto di bassa giustizia. Nel 1803 Rupperswil entrò a far parte del nuovo Cantone di Argovia.  
Dal punto di vista ecclesiastico, fino al 1681 Rupperswil apparteneva alla parrocchia di Suhr. Nel 1528 la città si convertì durante la Riforma protestante. Dal 1676 al 1681, la Gemma tentò, alla fine con successo, di creare una parrocchia separata. La chiesa del villaggio fu costruita con le donazioni degli abitanti tra il 1275 e il 1370. Nel 1500 furono aggiunti il coro e la torre. Nel 1921-22 la vecchia chiesa fu sostituita da un nuovo edificio.   
All'inizio del XIX secolo l'industria tessile modificò sempre più il villaggio, un tempo agricolo. Nel 1836 fu fondata una filanda che produsse fino agli anni Settanta. Nel 1858, Rupperswil divenne una stazione della linea ferroviaria Brugg-Aarau. Nel 1874 iniziò la costruzione della linea ferroviaria meridionale. A partire dalla fine del XIX secolo, a Rupperswil sorsero altri impianti per la lavorazione dei metalli e uno zuccherificio. Questa tradizione industriale e le nuove imprese hanno portato a un gran numero di posti di lavoro nel settore industriale. Nel 2004 il 54% della popolazione lavorava ancora nell'industria. Dall'apertura dell'autostrada A1 nel 1967, la popolazione è cresciuta costantemente.     
Il villaggio è stato sconvolto dagli omicidi di Rupperswil del 2015.

## Monumenti e luoghi d'interesse

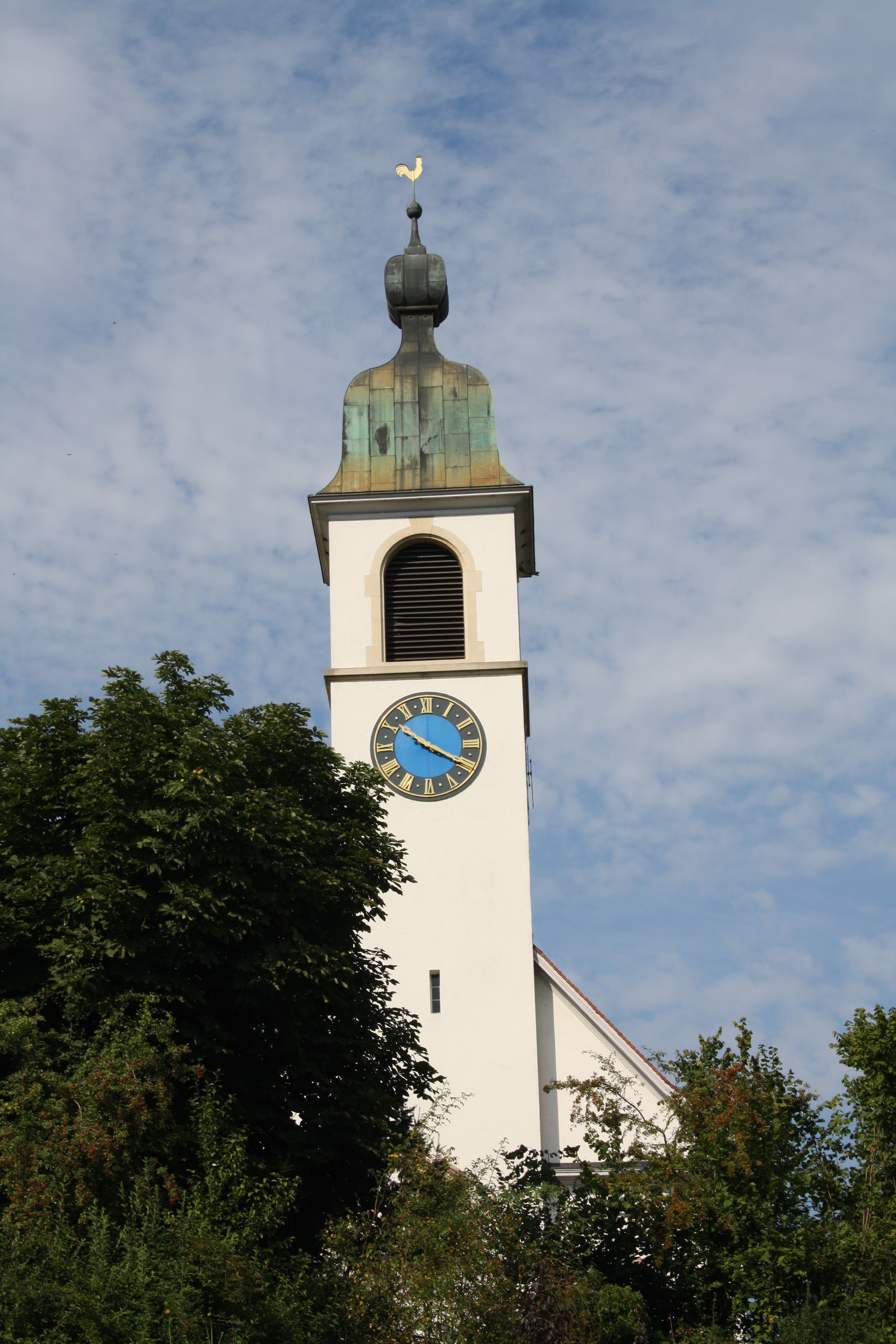
La chiesa riformata

- Chiesa riformata, eretta nel 1275-1370 e ricostruita nel 1921-1922[2].

## Società

### Evoluzione demografica
L'evoluzione demografica è riportata nella seguente tabella:
Abitanti censiti

## Infrastrutture e trasporti

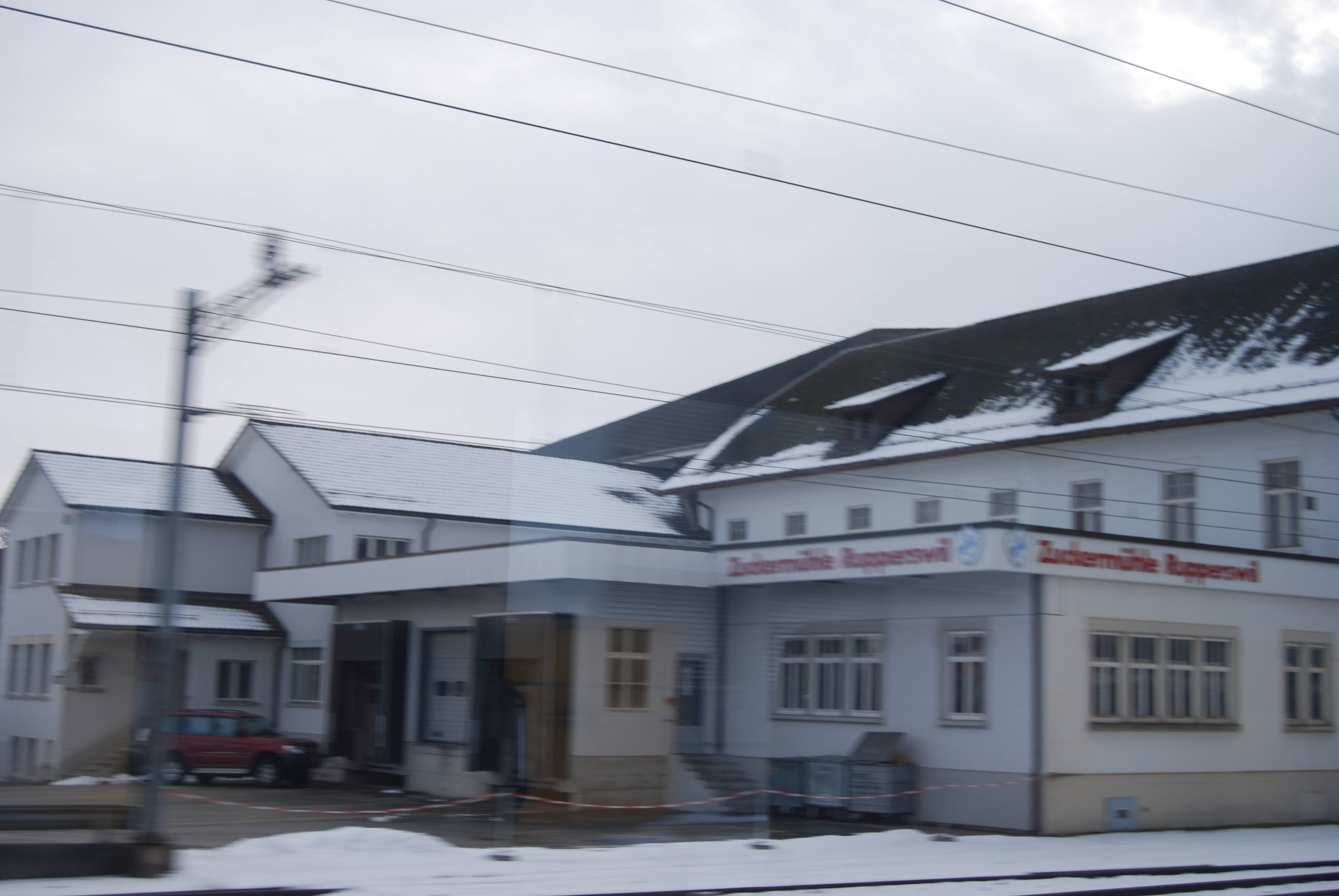
La stazione di Rupperswil

Rupperswil è servito dall'omonima stazione sulle linee Zurigo-Olten e Rupperswil-Othmarsingen.

## Amministrazione
Ogni famiglia originaria del luogo fa parte del cosiddetto comune patriziale e ha la responsabilità della manutenzione di ogni bene ricadente all'interno dei confini del comune.